# نووایا بورا
نووایا بورا (انگلیسی: Novaya Bura) یک شهرک در شهرستان کراسنوکامسکی استان باشقیرستان کشور روسیه است.